# Покровский собор (Гатчина)
Покро́вский собо́р — православный храм в городе Гатчине Ленинградской области. Относится к Гатчинской епархии Русской православной церкви.

## История
Первоначально под подворье Пятогорского Богородицкого (бывшего Вохоновского Мариинского) женского монастыря купцом 3-й гильдии Козьмой Карповым был предоставлен деревянный двухэтажный дом, находившийся на углу Госпитальной и Мариинской улиц. 24 июля 1896 года настоятель Покровской церкви в Мариенбурге священник Василий Левитский совершил закладку в этом доме временной церкви (то есть переоборудование под церковь). Спустя две недели работы были закончены, и 6 августа того же года епископ Гдовский Назарий (Кириллов) совершил освящение в ней главного престола во имя Покрова Пресвятой Богородицы, а на следующий день — бокового придела во имя святого Александра Невского. В 1915 году, после освящения каменной подворской церкви, эта временная церковь была упразднена и вскоре разобрана.
Разработкой проекта нового каменного собора занимались архитектор Леонид Харламов и инженер путей сообщения и архитектор Александр Барышников.
Летом 1905 года начались строительные работы, причём многие жители города принимали участие в строительстве — помогали средствами и строительными материалами. Торжественную закладку храма, когда уже был возведён его цокольный этаж, совершил 3 июня 1907 года благочинный монастырей архимандрит Макарий (Воскресенский). Многие отделочные работы выполняли сёстры Пятогорского Богородицкого монастыря, в том числе ими было выполнено золочение церковных крестов, а также дубовых иконостасов и других церковных принадлежностей.
Главный придел храма — во имя Покрова Пресвятой Богородицы был торжественно освящён 8 октября 1914 года епископом Нарвским Геннадием (Туберозовым). Южный придел — во имя святого Александра Невского был освящён 9 октября 1914 года благочинным монастырей архимандритом Макарием (Воскресенским), а северный — во имя Николая Чудотворца был освящён им же 7 декабря 1914 года.
Первая мировая война и революция 1917 года помешали завершить отделку храма — фасад собора оставался не оштукатуренным до 2011 года. Согласно архивным документам, осенью 1918 года в подвале подворской церкви был освящён небольшой придел во имя святого Иоанна Крестителя и мученицы Лидии. С 1911 года и вплоть до своего ареста в 1938 года настоятелем церкви являлся священник (будущий священномученик) Севастьян Воскресенский (1874—1938)
Церковь была закрыта по постановлению президиума Ленинградского областного исполнительного комитета от 11 мая 1939 года. Её помещения были отданы под склад «Гатчинторга».
Во время оккупации в здании храма располагался склад осветительных приборов.
Православной общине собор вернули только в 1990 году, и в 1991 году в нём состоялось первое богослужение.
В 1996 году в подвальной части собора устроен нижний храм в честь святого Иоанна Кронштадтского.
Покровский собор — самый большой храм в Ленинградской области, освящённый в честь Богородицы.
14 октября 2012 года чин Великого освящения Покровского собора совершил епископ Гатчинский Амвросий, ректор Санкт-Петербургской духовной академии.

## Фотогалерея

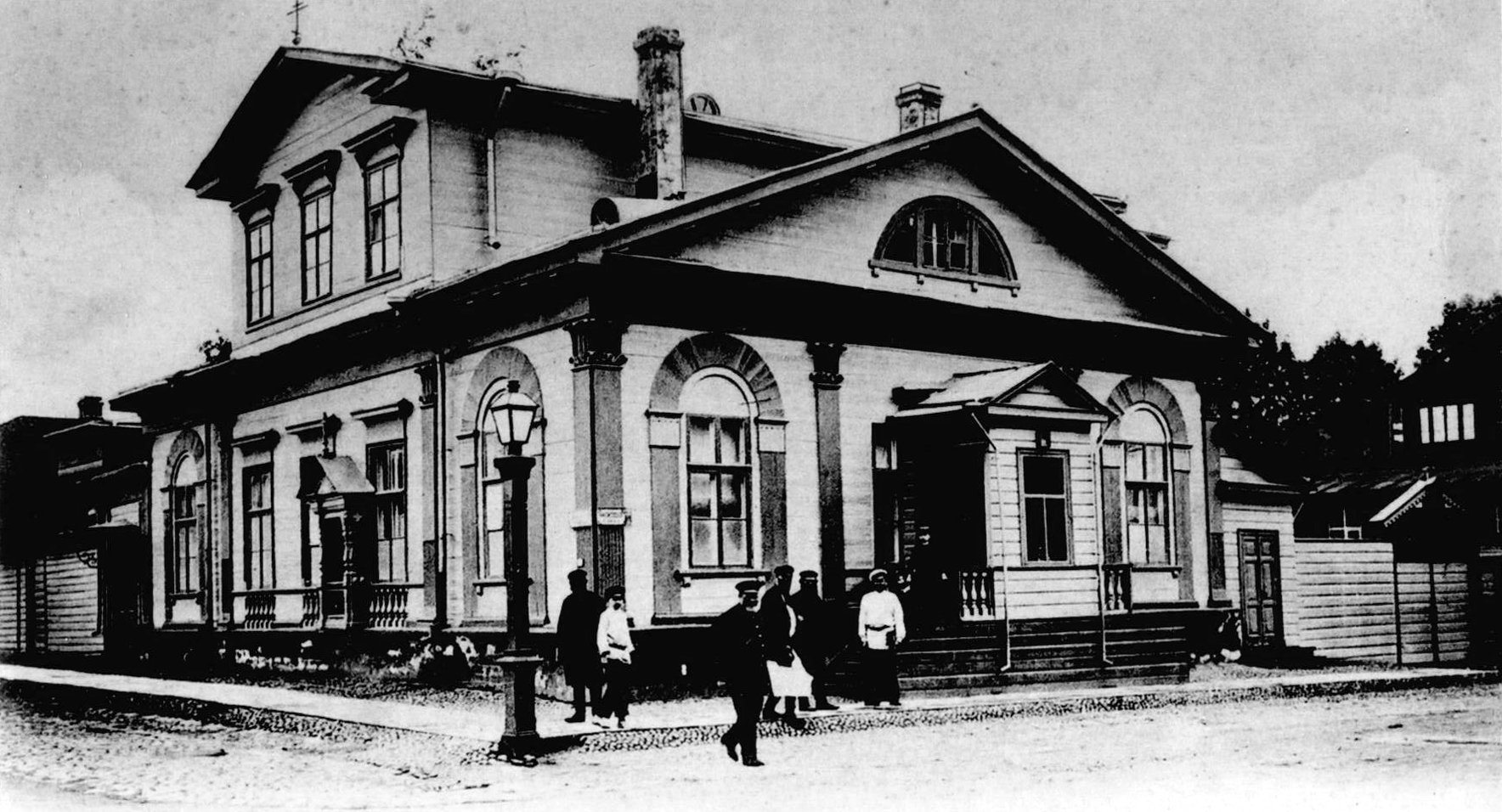
Первая Покровская церковь. Фото 1900-х годов
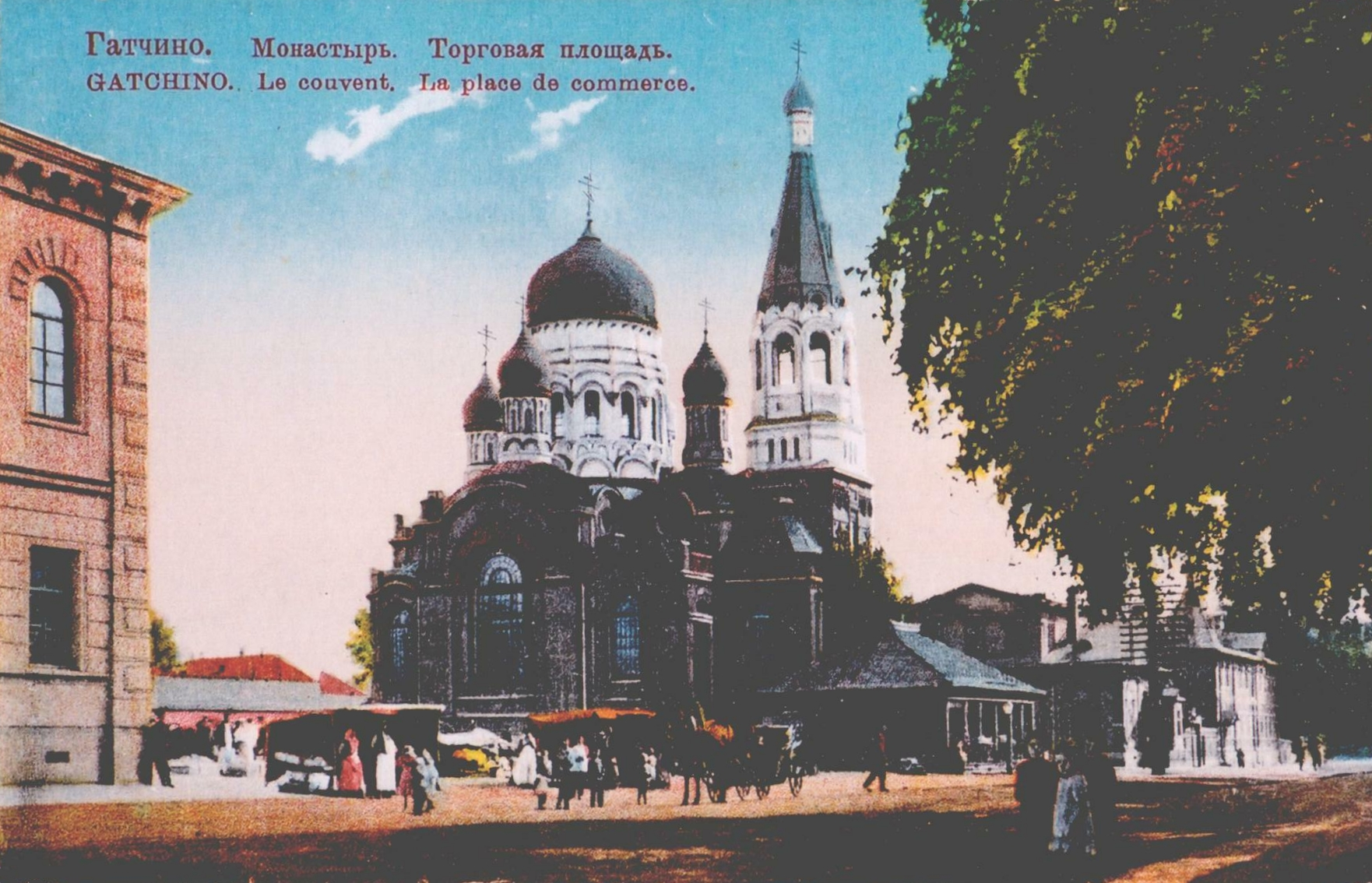
Покровский собор. Фото 1900-х годов
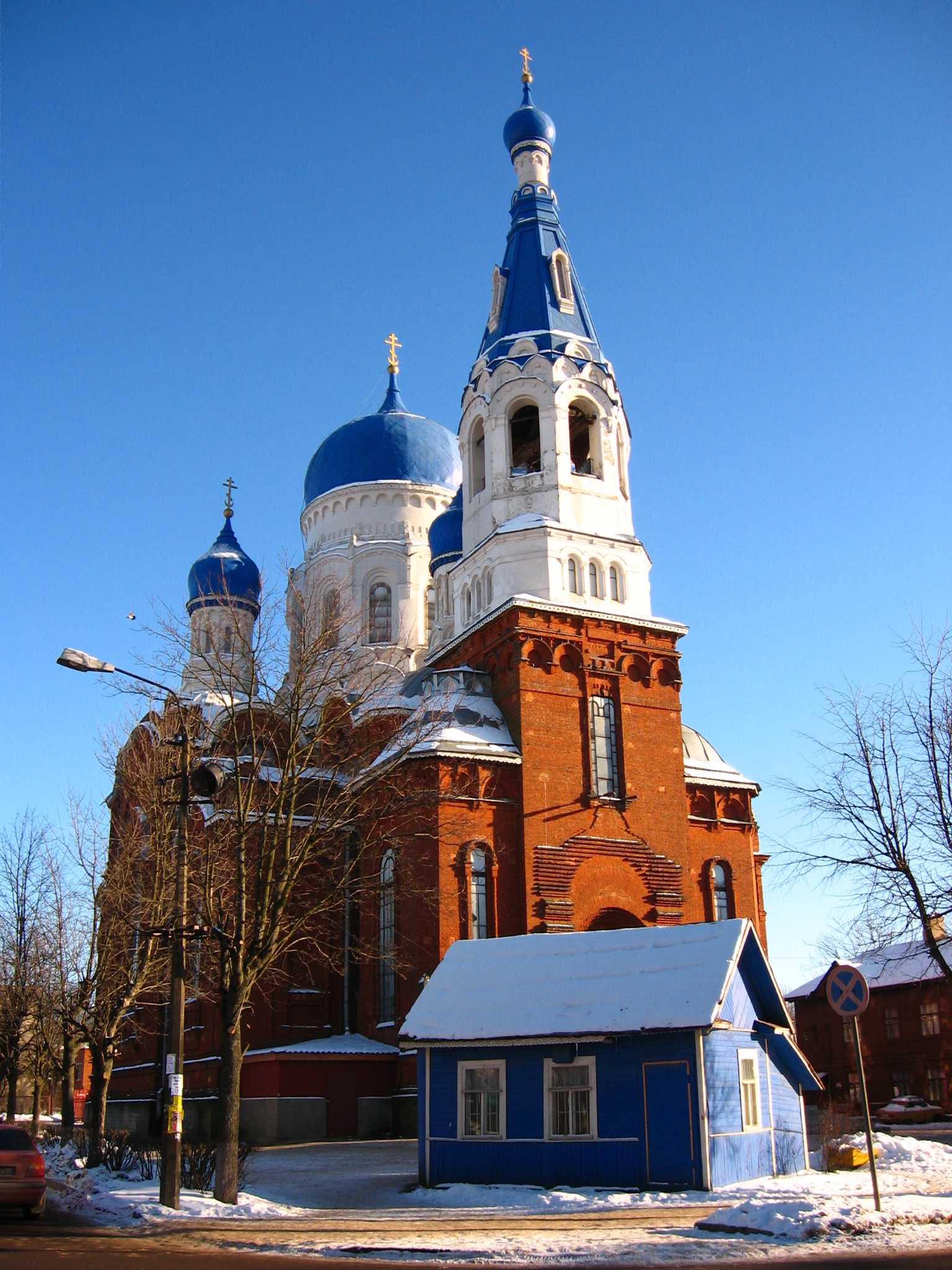
Покровский собор в феврале 2007 года
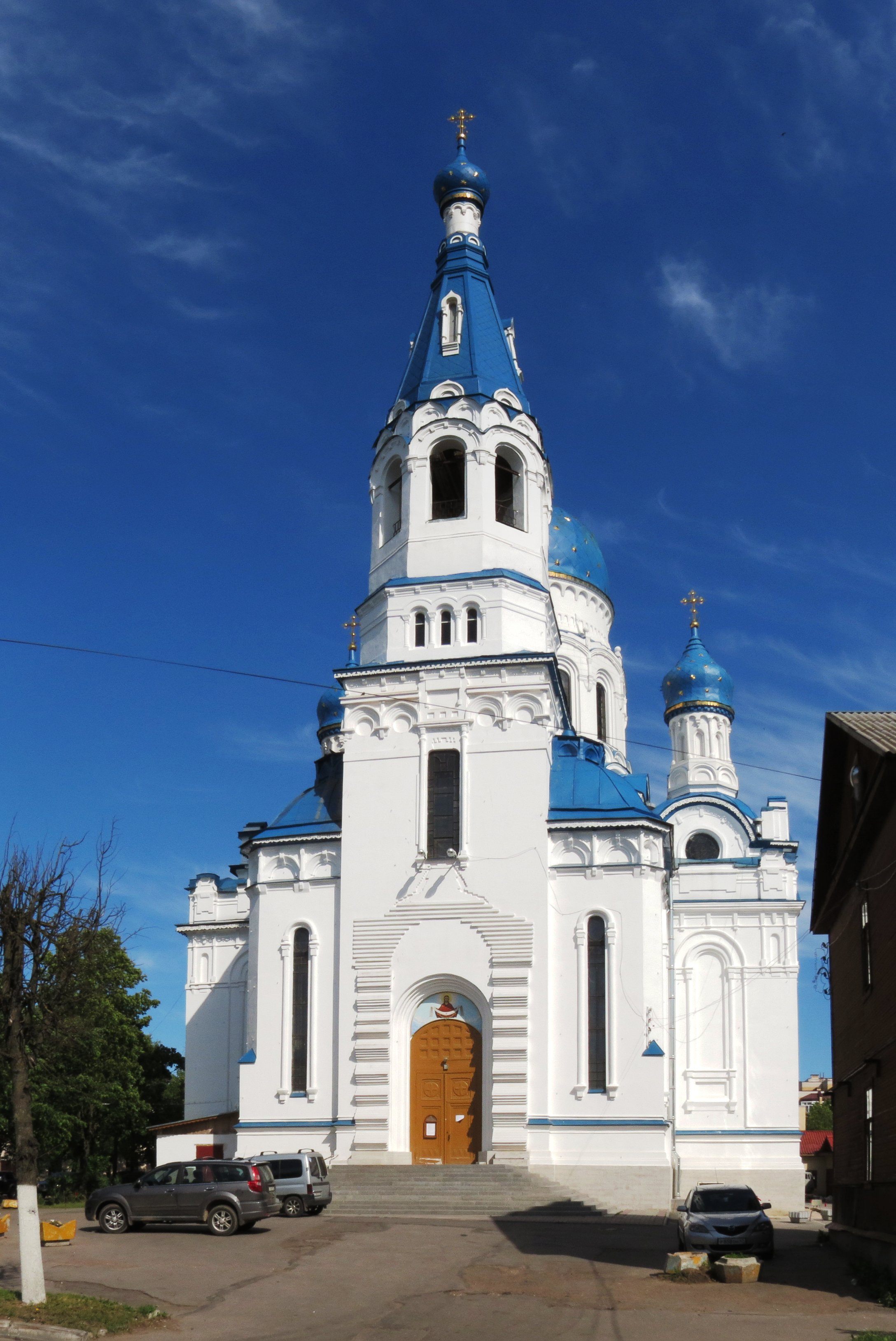
Колокольня
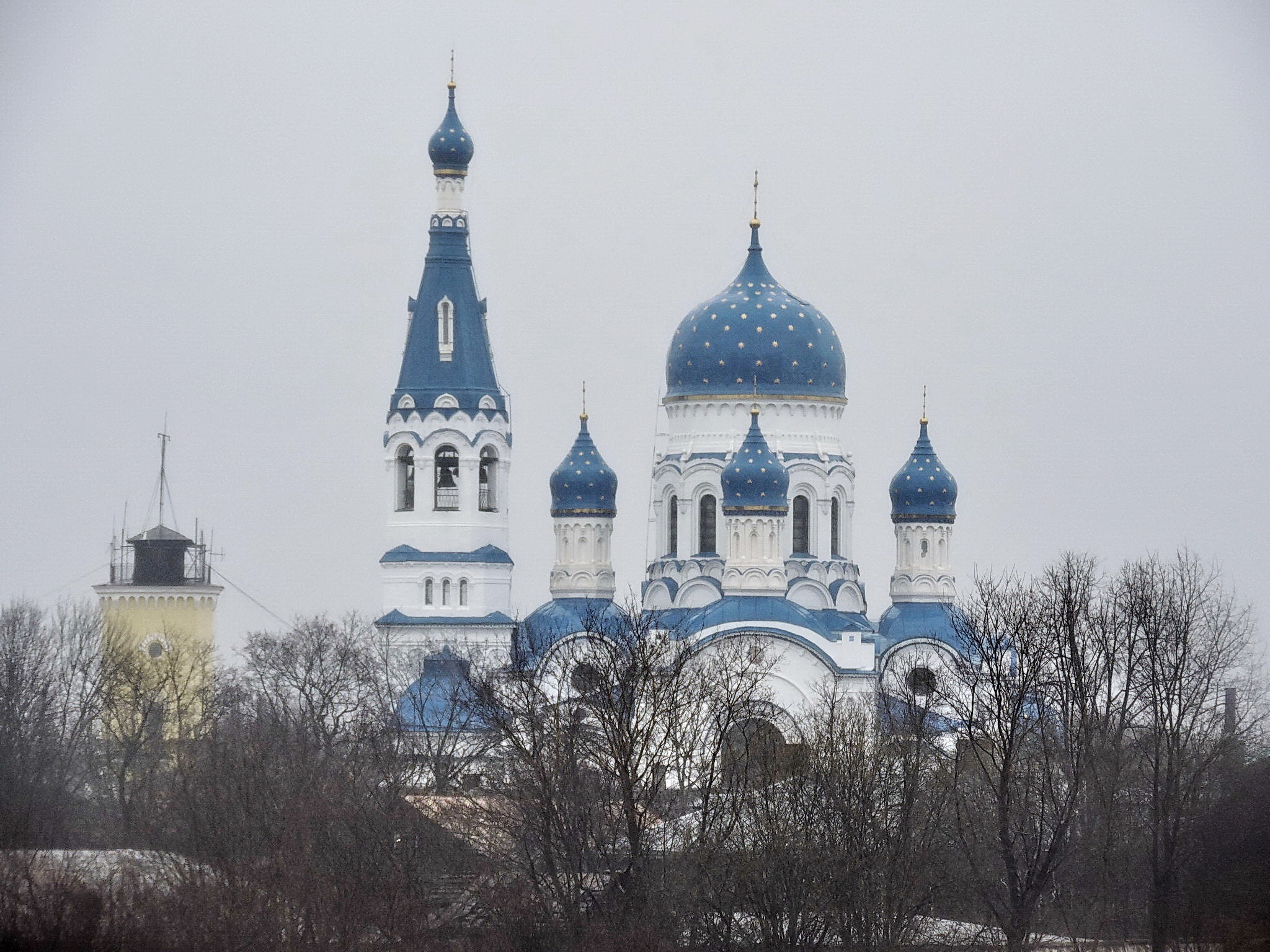
Вид на храм с холма Приоратского парка
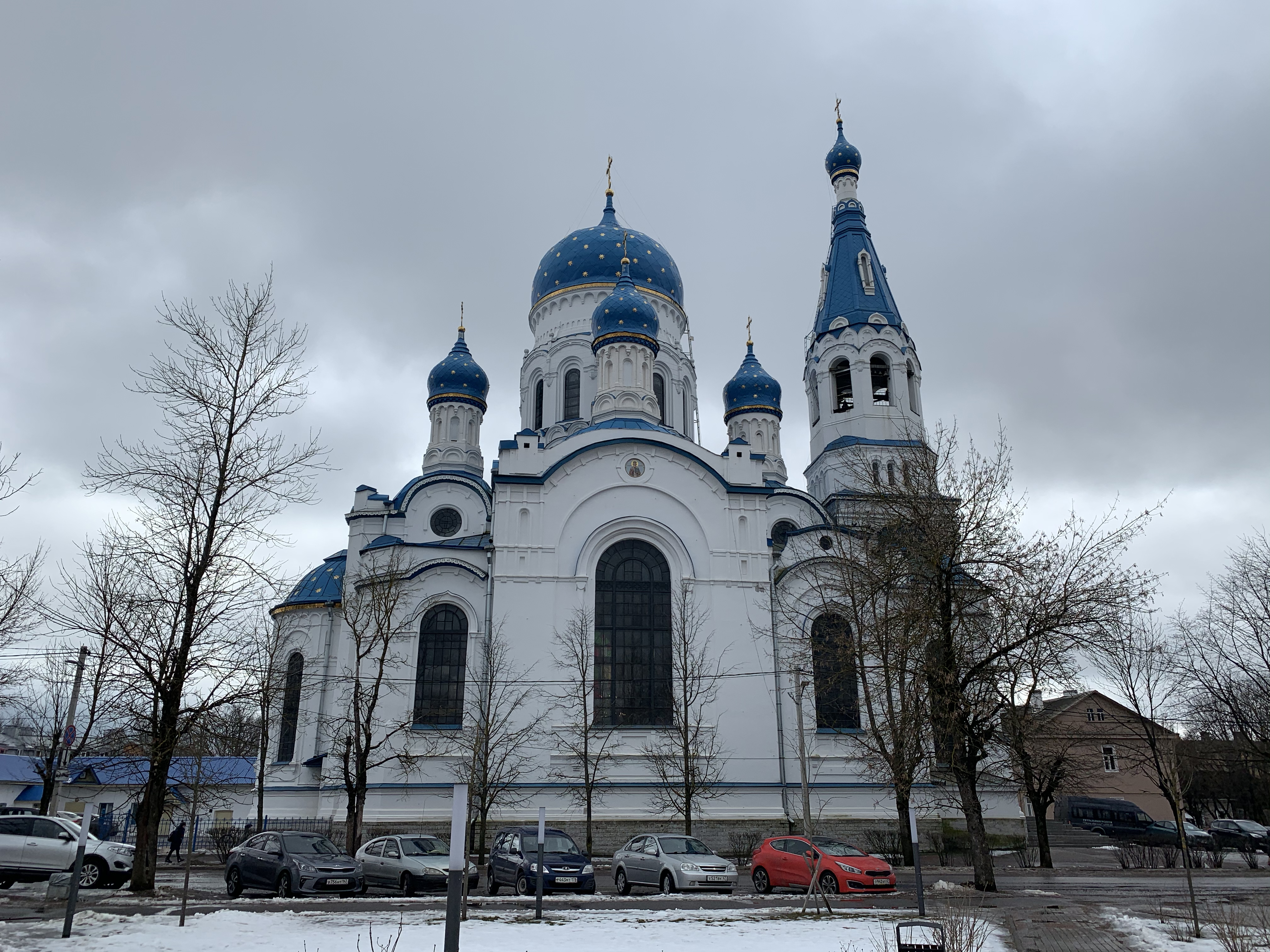
Вид с улицы Достоевского
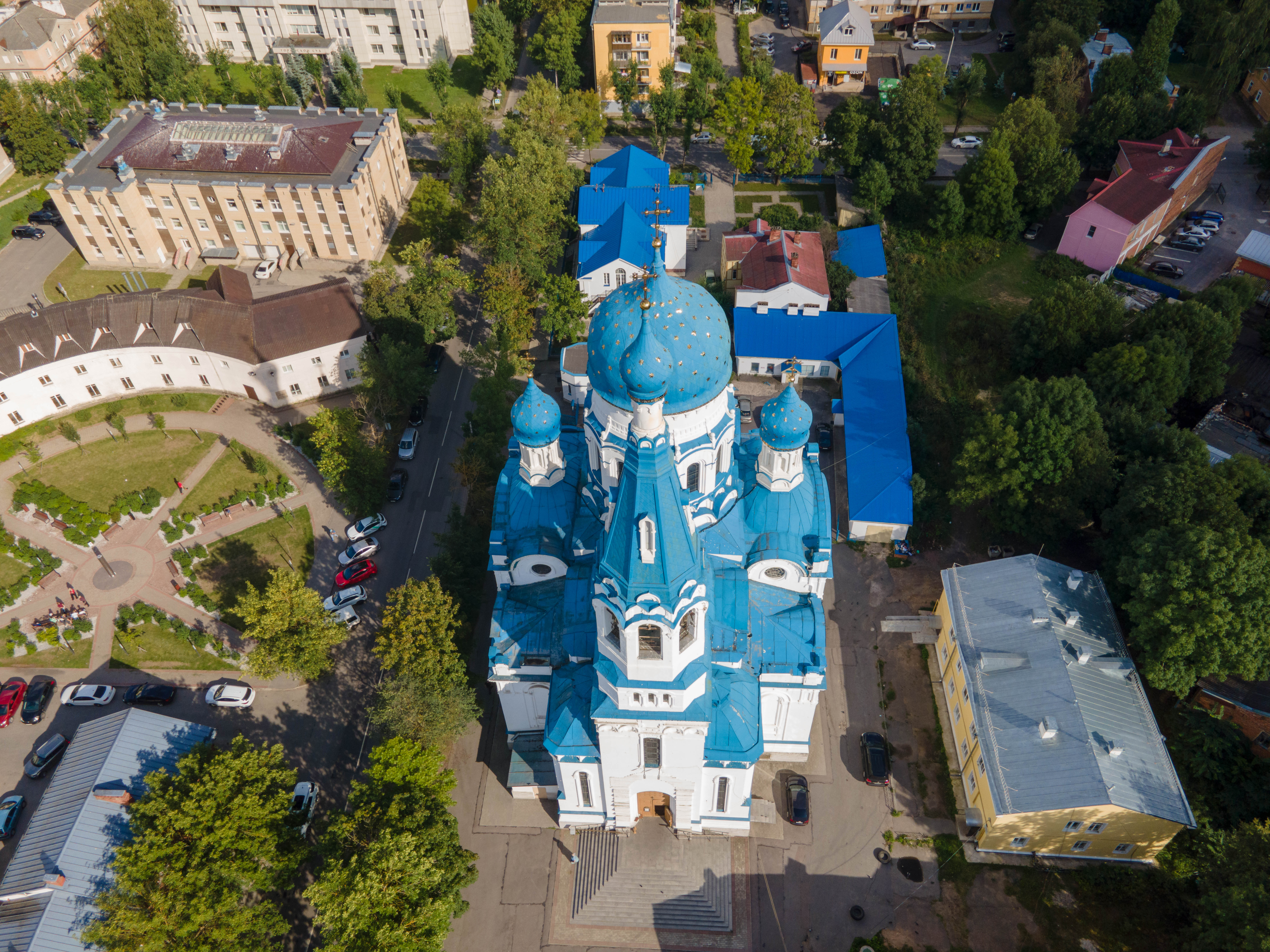
Вид с воздуха

## Настоятели храма
| Настоятели церкви                 | Настоятели церкви                                          |
| Даты                              | Настоятель                                                 |
| --------------------------------- | ---------------------------------------------------------- |
| 22 января 1897 — 22 декабря 1910  | священник Алексий Александрович Благовещенский (1873—1938) |
| 18 августа 1911 — 28 февраля 1938 | протоиерей Севастьян Николаевич Воскресенский (1874—1938)  |
| 1990 — 1992                       | священник Михаил Николаевич Рогозин (род. 1959)            |
| 1992 — 1994                       | священник Николай Валерьевич Митрофанов (род. 1967)        |
| 1 июня 1994 — настоящее время     | протоиерей Михаил Юримский (род. 1932)                     |